# Lacul Sawa
Lacul Sawa ( arabă بحيرة ساوة) este un bazin endoreic situat în guvernoratul irakian Muthanna, în apropiere de râul Eufrat, la aproximativ 23 kilometri (14 mi) la vest de orașul Al-Samawa. În acest lac nu se varsă nicio apă și nici el, la rândul lui, nu se varsă în altă apă, dar își trage apa din Eufrat printr-un sistem de fisuri subterane care transportă apa către acviferele de sub el.

## Descriere
Lacul Sawa este un corp de apă unic în Irak, fiind caracterizat ca având cea mai mare salinitate (până la 35 g/L ca TDS) dintre corpurile de apă de pe teritoriul irakian. Analizele chimice și izotopice au arătat proveniența sa meteorică și au confirmat faptul că alimentarea principală se face din apa subterană ascendentă de pe fundul lacului prin sisteme de fisuri.  Lacul are o lungime de 4,47 km și 1,77 km lățime. Nivelul apei din lac reflectă una dintre cele mai surprinzătoare imagini ale lacului, caracterizate prin frumusețe și unicitate, întrucât nivelul apei din lac se află la o înălțime de 1-4 metri mai mare decât terenul din jur. De asemenea, nivelul apei din lac este cu 5-7 metri mai înalt decât cel al apei râului Eufrat, care curge în apropierea lacului, în partea de est, iar față de Shatt al-Arab și Golful Persic cu 17–20 metri. Formațiuni de ghips înconjoară lacul, în unele cazuri acestea ajungând și până la 6 m înălțime. Ele se formează din cauza evaporării apei, sarea sedimentându-se pe malurile puțin adânci ale lacului. Formațiunile de ghips funcționează ca un baraj, revărsarea apei din lac fiind împiedicată.

## Climat
Arealul din jurul lacului Sawa este caracterizat de un climat arid. Temperaturile cele mai scăzute și cele mai ridicate sunt cuprinse între (27,6–44,6) °C. Precipitațiile medii anuale sunt de 110 mm. Cele mai ridicate valori ale evaporării au loc în iulie (506 mm), iar cele mai scăzute valori având loc în ianuarie (89 mm). În general, direcția vântului este nord-vest, cu o viteză de 4,1 m/s.

## Faună și floră
Din cauza apei sale saline, nicio plantă nu crește în lac sau pe malul acestuia, peștii și algele fiind cele mai importante organisme acvatice. O specie de pești care se regăsește în Lacul Sawa este crapul arab din genul Aphanius, specia Cyprinodontidatae, caracterizat prin aspectul subțire, de dimensiuni mici (nu depășește 10 cm), și ochii care dispar rapid după moarte. De asemenea, există și exemplare de Pomatiopsis tryon, din genul Gastropoda, care trăiește în ape salmastre, încă din perioada Oligocenului până în timpurile recente. Acesta se regăsește, în special, pe fundul lacului.
Cu toate că există un număr mic de organisme acvatice, în zona Lacului Sawa se pot întâlni numeroase păsări; în Lacul Sawa și zonele învecinate au fost observate 25 de specii de păsări rezidente și migratoare. S-a putut întâlni un număr mare de păsări de apă, în principal rațe și lișițe (Fulica atra). Se întâlnesc specii endemice, precum corcodelului mic (Tachybaptus ruficollis iraquensis ), cioara grivă (Corvus cornix capellanus) și hipocoliul cenușiu, specie semi-endemică. Localnicii și vânătorii relatează și despre prezența frecventă a „diferite tipuri de păsări răpitoare”, în special primăvara și toamna, astfel încât arealul ar putea fi important ca zonă de popas pentru acestea.
Zona deșertică ce mărginește partea de vest a lacului, fâșia de zonă umedă (reprezentată de brațul vestic al râului Eufrat, inclusiv livezile) și zonele plate aride sau semideșertice din sudul lacului, ar putea adăposti o diversitate considerabilă a faunei sălbatice. Astfel, printre mamiferele prezente în această zonă, putem regăsi vulpea lui Rüppell, hiena dungată (specie aproape amenințată cu dispariția), bursucul de miere și mangusta cenușie indiană (Urva edwardsii), iar printre reptilele regăsite se numără șarpele de apă (probabil Natrix tessellata ).

## Îngrijorări cu privire la mediu
Întrucât Lacul Sawa reprezintă un corp de apă unic, închis, în mijlocul Irakului, această întindere de apă este un sit important de protejat, din punct de vedere al valorilor sale științific, educațional și de biodiversitate. Doar intruziunea umană a fost considerată o amenințare gravă, deoarece lacul este singurul corp de apă disponibil pentru orașul Samawa și împrejurimile sale. Este o zonă de picnic populară, dar acest lucru a condus la o prezență a gunoiului peste tot în jurul său. Se pare că nu există niciun efort din partea vizitatorilor sau a guvernului pentru a gestiona sau elimina gunoiul din zonă. Deoarece pe lac nu există vegetație (stufărișuri etc.), păsările de apă au puține locuri unde s-ar putea adăposti de vizitatori sau vânători. Trei amenințări au fost clasificate ca având un caracter „ridicat”: extinderea urbană (echipa a fost informată că zona lacului a fost cuprinsă într-un proiect de investiții care ar putea implica noi construcții în jurul lacului); pescuitul (în principal cu plase), vânătoarea de păsări, și poluarea cauzată de vizitatorii frecvenți. Alte amenințări (agricultura, extracția resurselor, rutele de transport și servicii precum și modificarea sistemelor naturale) au fost considerate „scăzute”. Începând din 2014, lacul a fost desemnat ca sit Ramsar protejat.

## Procesul de evaporare a lacului
Din 2014, lacul de cinci kilometri pătrați (două mile pătrate) a trecut printr-un proces de evaporare. Lacul era și un loc de popas popas pentru păsările migratoare. În aprilie 2022, lacul a secat complet pentru prima dată în mii de ani. 